# Tua El-Fawwal
Tua El-Fawwal (anhörenⓘ; * 16. Januar 1998 in Tanta, Ägypten) ist eine in Berlin lebende Schauspielerin.

## Leben und Wirken
Tua El-Fawwal wurde 1998 geboren. Als sie neun oder zehn Jahre alt war, kam sie mit ihrer Mutter und Geschwistern aus Ägypten nach Deutschland, wo ihr Vater bereits seit Ende der 1970er-Jahre lebt, den sie dort zuvor hin und wieder in den Ferien besucht haben.
Nach dem Abitur wurde sie auf einen Rollenaufruf für die Serie Druck aufmerksam gemacht, für die eine Schauspielerin gesucht wurde, die auch privat einen Hidschāb trägt. Sie erhielt die Rolle „Amira“, die in der vierten Staffel die Hauptfigur der Serie ist. El-Fawwal ist die erste Schauspielerin in Deutschland, die privat und vor der Kamera stets ein Kopftuch trägt.
Für ihre Rolle in der Serie Druck wurde sie 2020 mit dem Deutschen Schauspielpreis als beste Nachwuchsschauspielerin geehrt. Sie ist die erste kopftuchtragende Schauspielerin, die mit einem bedeutenden deutschen Filmpreis geehrt wurde. In ihrer Rede beschrieb sie ihre Erfahrungen als kopftuchtragende Schauspielerin und kritisierte fehlende Vielfalt im deutschen Film.
El-Fawwal lebt in Berlin. Sie studiert Soziale Arbeit an der Alice-Salomon Hochschule Berlin.

## Filmografie (Auswahl)
- 2017–2019: Druck (Web- und Fernsehserie)
- 2018: Kokon
- 2020: Der satirische Jahresrückblick
- 2021: Ein nasser Hund
- 2022: Moon Knight (Fernsehserie, 3 Folgen, Stimme von Taweret)
- 2022: Lehrer kann jeder! (Fernsehfilm)
- 2022: WaPo Bodensee (Fernsehserie, Folge Retter der Welt)
- 2022: Der Kommissar und die Eifersucht (Fernsehfilm)
- 2023: Polizeiruf 110: Ronny
- seit 2023: Schloss Einstein
- 2024: Die Chefin (Fernsehserie, Folge Fremdbestimmt)
- 2024: Feuerwehrfrauen – Heim gesucht
- 2024: In aller Freundschaft – Die jungen Ärzte (Fernsehserie, Folge Vergessen)

## Theater
- 2020: WDR Musikvermittlung: „Liebe wagt“[8]

## Auszeichnungen
- 2025: New Faces Award in der Kategorie Disruptive Mind by glo[9]